# Joe Barry Carroll
Joe Barry Carroll (Pine Bluff, 24 luglio 1958) è un ex cestista statunitense, professionista per 10 stagioni nella NBA e in Italia.

## Carriera universitaria
J.B. era una stella della Purdue University di West Lafayette (Indiana). Al primo anno, sotto la guida di coach Fred Schaus, trascinò i Boilermakers ad un record di 20-8, realizzando la prima ed unica tripla-doppia della squadra il 10 dicembre 1977 con 16 punti, 16 rimbalzi ed 11 stoppate (record del college). Con 7,4 punti a partita è il freshman con la media punti più alta nella storia di Purdue, e detiene anche il record di stoppate stagionali con 82.
Al suo secondo anno, il sophomore Carroll ritocca il record di stoppate innalzandolo a 105 (3,9 di media). Insieme al senior Walter Jordan portò il team ad un record di 16-11, che valse il quarto posto finale nella Conference.
Nel 1978 Fred Schaus si dimise e fu sostituito da Lee Rose. Al suo terzo anno, da junior, Carroll ed il playmaker senior Jerry Sichting guidarono Purdue al primo posto della Big Ten a pari merito con la Michigan State di Magic Johnson con un record di 27-8. Purdue non fu comunque ammessa al torneo NCAA e partecipò così al NIT, dove raggiunse la finale, poi persa con i rivali cittadini di Indiana University. J.B. chiuse la stagione con 22,8 punti di media e con il record di 352 rimbalzi in totale, e fu incluso nel primo quintetto della Big Ten e nel terzo quintetto All-American.
All'ultimo anno di università trascinò i Boilermakers alle Final Four NCAA, dove persero con UCLA in semifinale. Nella finalina per il 3º posto vinta contro Iowa, Carroll segnò 35 punti in quella che fu la sua ultima gara da collegiale. Dopo aver condotto Purdue ad un record di 23-10 fu incluso del miglior quintetto All-American e per il secondo anno consecutivo nel miglior quintetto della Big Ten. Chiuse la stagione con 1.235 minuti giocati, il massimo nella storia del college.
Detiene tuttora il record di rimbalzi (1.148) e stoppate (349) della Purdue University, mentre con 2.175 punti è secondo dietro Rick Mount.

## Carriera professionistica
Carroll fu scelto dai Golden State Warriors con la prima scelta assoluta nel draft del 1980. In molti lo hanno considerato come una delle più grandi bufale della storia delle scelte NBA, dandogli il soprannome di "Joe Barely Cares" (cioè "A Joe gliene frega poco") per la sua apparente indifferenza al gioco. Per la verità, una gran parte della stampa negativa è comunque attribuibile da una parte al fatto che non era molto incline a parlare ed a rilasciare interviste, dall'altra al fatto che per avere la prima scelta con cui era stato appunto selezionato, i Warriors avevano ceduto ai Boston Celtics Robert Parish più una scelta con cui i Celtics avrebbero poi preso Kevin McHale. Tuttavia, nelle sue prime stagioni, Carroll fu giocatore piuttosto produttivo, chiudendo il suo anno da rookie con 18,9 punti e 9,3 rimbalzi di media, con un high stagionale di 46 punti, risultando il miglior stoppatore della squadra con 121. Fu incluso nel primo quintetto dei rookie.

Virtus Bologna-Olimpia Milano: Carroll è il quarto da sinistra, in maglia Simac rossa.

Due stagioni più tardi toccò i massimi in carriera chiudendo a 24,1 punti e 8,7 rimbalzi di media. Il 5 marzo 1983 segnò 52 punti contro gli Utah Jazz. 
Fece dunque scalpore la scelta di Carroll di lasciare i Warriors per giocare la stagione 1984/85 in Italia con l'Olimpia Milano, targata Simac, allenata da Dan Peterson, dove conquistò la vittoria del campionato italiano ed in Europa della coppa Korac.
L'esperienza in Italia durò una stagione, e nel 1985 ritornò in NBA con George Karl, chiudendo a 21,2 punti di media per due stagioni consecutive.
Nel 1987 fu convocato per l'All-Star Game, dove chiuse con 4 punti (1/7 al tiro) e 6 rimbalzi in 18 minuti. Nello stesso anno giocò per la prima volta nei playoff, raggiungendo le semifinali di Conference prima di essere eliminati dai futuri campioni, i Los Angeles Lakers.
Dopo la sua ultima stagione intera con i Golden State Warriors nel 1986-87, la sua produzione cominciò però a declinare e nel dicembre del 1987 fu scambiato insieme a Sleepy Floyd agli Houston Rockets per Ralph Sampson e Steve Harris. Si chiuse così la sua esperienza ai Warriors, nella cui storia Carroll ha lasciato una traccia importante, essendo 2º nella graduatoria delle stoppate, 3º nei rimbalzi difensivi, 4º in quelli offensivi, 8º nella media punti, 9º nei punti totali e 9º nei recuperi, segnando sempre almeno 1000 punti in ogni stagione.
A Houston, con coach Bill Fitch, Carroll chiuse a soli 12,7 punti di media, scendendo per la prima volta sotto i 20 di media dopo 4 stagioni. Raggiunse comunque i play-off, dove i Rockets vennero eliminati al primo turno dai Dallas Mavericks.
L'esperienza texana si interruppe subito e Carroll fu ceduto ai New Jersey Nets per la stagione 1988-89, chiudendo a 14.1 punti a partita con l'80% al tiro libero.
A metà della stagione 1989-90 fu nuovamente scambiato, venendo ceduto ai Denver Nuggets dove chiuse con 10,0 punti di media raggiungendo il primo turno dei playoff (eliminati dai San Antonio Spurs).
Giocò la sua ultima stagione NBA nel 1990-91 con i Phoenix Suns, apparendo in appena 11 partite con una media di 3,4 punti.

## Statistiche

### NBA

#### Regular Season
| Anno      | Squadra         | PG  | PT  | MP   | TC%  | 3P% | TL%  | RP  | AP  | PRP | SP  | PP   |
| --------- | --------------- | --- | --- | ---- | ---- | --- | ---- | --- | --- | --- | --- | ---- |
| 1980-1981 | G.S. Warriors   | 82  | -   | 35,6 | 49,1 | 0,0 | 71,6 | 9,3 | 1,4 | 0,6 | 1,5 | 18,9 |
| 1981-1982 | G.S. Warriors   | 76  | 75  | 34,6 | 51,9 | 0,0 | 72,8 | 8,3 | 0,8 | 0,8 | 1,7 | 17,0 |
| 1982-1983 | G.S. Warriors   | 79  | 79  | 37,8 | 51,3 | 0,0 | 71,9 | 8,7 | 2,1 | 1,4 | 2,0 | 24,1 |
| 1983-1984 | G.S. Warriors   | 80  | 80  | 37,0 | 47,7 | 0,0 | 72,3 | 8,0 | 2,5 | 1,3 | 1,8 | 20,5 |
| 1985-1986 | G.S. Warriors   | 79  | 79  | 35,5 | 46,3 | 0,0 | 75,2 | 8,5 | 2,2 | 1,3 | 1,8 | 21,2 |
| 1986-1987 | G.S. Warriors   | 81  | 81  | 33,6 | 47,2 | -   | 78,7 | 7,3 | 2,6 | 1,1 | 1,5 | 21,2 |
| 1987-1988 | G.S. Warriors   | 14  | 14  | 29,1 | 37,8 | 0,0 | 79,7 | 6,6 | 1,4 | 0,9 | 1,8 | 15,5 |
| 1987-1988 | Houston Rockets | 63  | 16  | 25,3 | 45,2 | 0,0 | 74,8 | 6,3 | 1,5 | 0,6 | 1,3 | 12,0 |
| 1988-1989 | N.J. Nets       | 64  | 62  | 31,2 | 44,8 | -   | 80,0 | 7,4 | 1,6 | 1,1 | 1,3 | 14,1 |
| 1989-1990 | N.J. Nets       | 46  | 20  | 21,8 | 39,3 | 0,0 | 79,4 | 5,4 | 0,9 | 0,4 | 1,2 | 8,8  |
| 1989-1990 | Denver Nuggets  | 30  | 27  | 24,0 | 43,2 | -   | 74,3 | 6,4 | 1,8 | 0,9 | 2,0 | 11,9 |
| 1990-1991 | Phoenix Suns    | 11  | 0   | 8,7  | 36,1 | -   | 91,7 | 2,2 | 1,0 | 0,1 | 0,7 | 3,4  |
| Carriera  | Carriera        | 705 | 533 | 32,4 | 47,4 | 0,0 | 74,7 | 7,7 | 1,8 | 1,0 | 1,6 | 17,7 |

#### Playoffs
| Anno     | Squadra         | PG | PT | MP   | TC%  | 3P% | TL%  | RP  | AP  | PRP | SP  | PP   |
| -------- | --------------- | -- | -- | ---- | ---- | --- | ---- | --- | --- | --- | --- | ---- |
| 1987     | G.S. Warriors   | 10 | 10 | 33,4 | 45,4 | 0,0 | 80,4 | 6,5 | 1,9 | 1,4 | 2,5 | 18,9 |
| 1988     | Houston Rockets | 4  | 4  | 29,0 | 38,3 | -   | 80,0 | 4,8 | 0,5 | 0,8 | 0,3 | 11,0 |
| 1990     | Denver Nuggets  | 3  | 3  | 15,3 | 56,3 | -   | 100  | 3,0 | 1,0 | 0,3 | 1,7 | 6,7  |
| 1991     | Phoenix Suns    | 2  | 0  | 7,5  | 50,0 | -   | 0,0  | 0,5 | 1,0 | 0,0 | 0,5 | 4,0  |
| Carriera | Carriera        | 19 | 17 | 26,9 | 44,9 | 0,0 | 79,7 | 4,9 | 1,4 | 0,9 | 1,7 | 13,7 |